# Marcin Gawdzis
Marcin Gawdzis (ur. 20 grudnia 1972) – polski muzyk jazzowy, trębacz. 
Ukończył w 1995 Wydział Jazzu i Muzyki Rozrywkowej Akademii Muzycznej w Katowicach. Od 2003 jest wykładowcą Akademii Muzycznej w Bydgoszczy. W 2013 na podstawie rozprawy Indywidualny dobór ustników do trąbki B uwzględniający potrzeby, zastosowanie stylistyczne oraz barwę dźwięku, wykorzystywane w muzyce jazzowej na podstawie utworów zawartych na płycie kwintetu Marcina Gawdzisa "Shadows of Autumn" obronił doktorat na Akademii Muzycznej w Gdańsku. Współpracował z Quintessence Eryka Kulma, New Presentation, Eljazz Quintet, Lorą Szafran, Krystyną Stańko,  Big-Bandem Józefa Eliasza, Mariuszem Lubomskim, Ireneuszem Dudkiem, Dominikiem Bukowskim, Tomkiem Sowińskim, Piotrem Lemańczykiem, Zbigniewem Wromblem, Bogdanem Hołownią, Maciejem Sikałą, Karolem Szymanowskim, z zespołem Elefunk, M.G. Group, Specjal Jazz Sextet oraz gościnnie z orkiestrą Zygmunta Kukli. Jako muzyk sesyjny akompaniował takim wykonawcom jak:  Kayah, Reni Jusis, Formacja Nieżywych Schabuff, Atrakcyjny Kazimierz, Nocna Zmiana Bluesa, Krzysztof Krawczyk, Big-Power Band Wojciecha Olszewskiego, Natalia Kukulska.

## Dyskografia

### Albumy autorskie
- 2013: Marcin Gawdzis Quintet feat. Bukowski, Sowiński, Łukowski, Sadowski – Shadows of Autumn (Soliton)
- 2018: Marcin Gawdzis Quartet feat. Lemańczyk, Paciorek, Sowiński - Mind Recovery (Soliton)

### Inne albumy z udziałem Marcina Gawdzisa
- Kayah – Kamień
- Reni Jusis – Zakręcona
- Natalia Kukulska – Koncert dla mojej mamy
- Atrakcyjny Kazimierz – Przychodził nocą
- Filip Sojka – KGB oraz Bassmedia
- Tomasz Sowiński – Illustration
- Krystyna Stańko - Secretly
- Józef Eliasz Big-band and Pomeranian  Philharmonic Orchestra - In the rytm of Chopin
- Specjal Jazz Sextet –„S.J.S” Projekt Elbląg
- Tomasz Steńczyk – Myślibitwa
- Krystyna Stańko – Snik
- Tomasz Steńczyk -  Moja Osiecka
- Szymon Łukowski Quintet
- Adam Golicki – Ad shave
- Krystyna Stańko -  Novos anos
- Eljazz Big band – Kolędy i pastorałki
- Tribute to Andrzej Przybielski vol. I
- Tribute to Andrzej Przybielski vol. II
- Adam Golicki –  Ad complementum
- Eljazz Big-band – After The Catastrophe

## Nagrody i wyróżnienia
- 2014: nominacja do Fryderyka 2014 jako Jazzowy Debiut Roku[3]
- 2003: Ogólnopolski Festiwal Jazz-Rock, Olsztyn – nagroda dla najlepszego instrumentalisty
- 1995: Jazz Juniors – 1. miejsce
- 1994: Międzynarodowy Konkurs Improwizacji Jazzowej, Katowice – 4. miejsce
- 1993: Jazz Juniors – 1. miejsce oraz wyróżnienie indywidualne